# Synedoida tenella
Synedoida tenella là một loài bướm đêm trong họ Erebidae.